# The Simpsons: Bart vs. the World
The Simpsons: Bart vs. the World è un videogioco pubblicato fra il 1991 ed il 1993 per NES, Sega Master System, Atari ST, Game Gear ed Amiga. Il gioco è stato sviluppato dalla Imagineering e pubblicato dalla Acclaim.